# Évariste-Prince Funga Molima Mwata
 (septembre 2022).
La mise en forme du texte ne suit pas les recommandations de Wikipédia : il faut le « wikifier ».
Les points d'amélioration suivants sont les cas les plus fréquents. Le détail des points à revoir est peut-être précisé sur la page de discussion.
- Les titres sont pré-formatés par le logiciel. Ils ne sont ni en capitales, ni en gras.
- Le texte ne doit pas être écrit en capitales (les noms de famille non plus), ni en gras, ni en italique, ni en « petit »…
- Le gras n'est utilisé que pour surligner le titre de l'article dans l'introduction, une seule fois.
- L'italique est rarement utilisé : mots en langue étrangère, titres d'œuvres, noms de bateaux, etc.
- Les citations ne sont pas en italique mais en corps de texte normal. Elles sont entourées par des guillemets français : « et ».
- Les listes à puces sont à éviter, des paragraphes rédigés étant largement préférés. Les tableaux sont à réserver à la présentation de données structurées (résultats, etc.).
- Les appels de note de bas de page (petits chiffres en exposant, introduits par l'outil «  Source ») sont à placer entre la fin de phrase et le point final[comme ça].
- Les liens internes (vers d'autres articles de Wikipédia) sont à choisir avec parcimonie. Créez des liens vers des articles approfondissant le sujet. Les termes génériques sans rapport avec le sujet sont à éviter, ainsi que les répétitions de liens vers un même terme.
- Les liens externes sont à placer uniquement dans une section « Liens externes », à la fin de l'article. Ces liens sont à choisir avec parcimonie suivant les règles définies. Si un lien sert de source à l'article, son insertion dans le texte est à faire par les notes de bas de page.
- La présentation des références doit suivre les conventions bibliographiques. Il est recommandé d'utiliser les modèles {{Ouvrage}}, {{Chapitre}}, {{Article}}, {{Lien web}} et/ou {{Bibliographie}}. Le mode d'édition visuel peut mettre en forme automatiquement les références.
- Insérer une infobox (cadre d'informations à droite) n'est pas obligatoire pour parachever la mise en page.

Pour une aide détaillée, merci de consulter Aide:Wikification.
Si vous pensez que ces points ont été résolus, vous pouvez retirer ce bandeau et améliorer la mise en forme d'un autre article.
Évariste-Prince Funga Molima Mwata est un Haut magistrat de la république démocratique du Congo, né le 13 septembre 1962 en République démocratique du Congo. Juge à la Cour constitutionnelle de la RDC du 07 juillet 2014 au 10 mai 2022, président à la Cour suprême de justice de la république démocratique du Congo, et directeur de cabinet adjoint du premier président de la Cour suprême de justice de 2011 au 7 juillet 2014, il est, de juillet 2020 au 04 mai 2021, président ad  intérim de la Cour constitutionnelle.
Il est nommé membre de la Cour constitutionnelle le 7 juillet 2014 par ordonnance présidentielle no 14/020 lue à la télévision nationale congolaise (RTNC). C’est la première fois de son histoire que le pays dispose de cette institution juridictionnelle qui a, entre autres, la compétence de juger le Président de la république et le Premier ministre en matière répressive dans les cas et conditions prévus par la constitution.
Après la cessation de ses fonctions de membre de la Cour constitutionnelle, il est, depuis le 30 juillet 2022, président au Conseil d'État de la république démocratique du Congo.

## Biographie
Évariste-Prince Funga Molima Mwata est né le 13 septembre 1962 à Liolua, dans la province de la Tshopo (issue de l'éclatement de l'ex-Province orientale). Il fait ses études primaires et secondaires à Kisangani, successivement à l'École primaire officielle de Bangwandi et au Collège du Sacré-Cœur (rebaptisé successivement Collège Shujaa Chendelezo, Institut Maele, Collège  Maele), où il obtient son diplôme d'État en section littéraire, option latin-philosophie, en 1981.
Il entreprend alors ses études universitaires à la Faculté de droit de l’Université de Kinshasa, lesquelles sont sanctionnées par un diplôme de licence (deuxième cycle) en droit international public en 1989. 
Le 23 avril 1990, il entre dans la magistrature avec sa nomination en qualité de substitut du procureur de la république. Après avoir exercé comme officier du ministère public pendant six ans aux parquets de grande instance de Bandundu et de Kisangani, il poursuit sa carrière comme juge à partir de 1996, successivement aux tribunaux de grande instance d'Isiro et de Kisangani, à la cour d'appel de Kisangani, puis à la Cour suprême de justice où il accède  au grade de conseiller le 9 février 2008, puis à celui de président le 13 octobre 2011 . Le 7 juillet 2014, il est nommé juge à la Cour constitutionnelle. 
Après sa triple expérience de juge électoral en 2006-2007 comme conseiller à la cour d'appel de Kisangani, en 2011-2012 comme président à la Cour suprême de justice et en 2018-2019 comme président de chambre à la Cour constitutionnelle, il est nommé, par ordonnance d’organisation judiciaire numéro 22/117 du 30 juillet 2022, président au Conseil d’État, grade équivalant à celui de président à la Cour suprême de justice qu’il porte déjà depuis le 13 octobre 2011. 
En marge de la magistrature, il effectue, de 1995 à 2003, une brève carrière scientifique à l’Université de Kisangani. Il est nommé assistant à la faculté des Sciences sociales, administratives et politiques de cette université en 1995. C'est à ce titre qu'il assiste feu le professeur Bonnaventure Bibombe Muamba, ainsi que les chefs des travaux d'alors, Dhedonga Deba Chele et Faustin Toengaho (aujourd'hui professeur ordinaire et ancien recteur de cette université), notamment dans les enseignements de droit constitutionnel et institutions politiques, et qu'il est également chargé de cours à la faculté des Sciences sociales, administratives et politiques d'abord, ensuite, à partir de 2000, aux nouvelles facultés de Droit et des Sciences économiques. Actif dans le processus ayant abouti à la création de la faculté de Droit à l'Université Kisangani, il devient le tout premier secrétaire académique de cette faculté, fonction qu'il exerce depuis sa création en 2000 jusqu'à 2003, année où, pour des raisons de convenance personnelle, il choisit de donner sa démission de l'Université[réf. nécessaire].

## Continuité du mandat à la Cour constitutionnelle
Aux termes de l’article 158 alinéa 4 de la Constitution de la République démocratique du Congo du 18 février 2006 telle que révisée par la loi numéro 11/002 du 20 janvier 2011, « la Cour constitutionnelle est renouvelée par tiers tous les trois ans. Toutefois, lors de chaque renouvellement, il sera procédé au tirage au sort d’un membre par groupe ». 
Trois ans après la prise effective de ses fonctions par prestation de serment le 4 Avril 2015 en tant que membre de la toute première composition de la Cour constitutionnelle, Évariste-Prince Funga Molima Mwata a poursuivi son mandat, l’opération de tirage au sort convoquée le lundi 9 avril 2018, devenue sans objet du fait du décès du juge Yvon Kalonda Kele Oma et de la démission des juges  Eugène Banyaku Luape Epotu et Jean-Louis Esambo Kangashe, chacun des trois juges concernés relevant respectivement de l’une des trois autorités de désignation (Président de la République, Parlement et Conseil supérieur de la Magistrature), a été paralysée et n’a finalement pas été effectuée,.

## Démission du Président de la Cour constitutionnelle Benoît Lwamba Bindu, présidence intérimaire de la Cour constitutionnelle et succession
Par une lettre datée du 27 juin 2020 adressée aux autres membres de la Cour à qui elle a été remise le 10 juillet 2020, le président Benoît Lwamba] Bindu informe ses collègues de sa décision de démissionner volontairement aussi de sa qualité de président que de celle membre de la Cour constitutionnelle. Il justifie cette démission par le poids de l’âge (75 ans) et des raisons « de convenance personnelle ». Il affirme également avoir affronté, « de dures épreuves ayant permis au pays, tout en gardant le cap, de traverser des moments historiques ».
Le 10 juillet 2020, sept des huit membres de la Cour constitutionnelle restants, réunis en plénière, prennent acte de cette double démission, dans un procès-verbal transmis le 13 juillet 2020 au Président de la République, Félix Tshisekedi Tshilombo, par le juge Funga Molima Mwata Evariste-Prince, président ad intérim de la Cour constitutionnelle en vertu de l’article 18 du règlement intérieur de celle-ci aux termes duquel « en cas d’absence ou d’empêchement de son président, le juge le plus ancien assure l’intérim ».
C’est donc à ce titre que, dans un climat d’agitation inhabituelle, le juge Funga Molima Mwata  fait fonction de président de cette Haute juridiction, en attendant l’élection par ses pairs d’un nouveau président pour un mandat de trois ans renouvelable une fois, conformément à l’article 13 du règlement intérieur de la Cour. 
Par une correspondance du 14 avril 2021, il informe le Président de la République de la décision de l'assemblée plénière de la Cour constitutionnelle fixant l'élection de son nouveau président au mardi 20 avril 2021. 
A l’issue du scrutin organisé à cet effet, le juge Dieudonné Kaluba Dibwa est élu président de la Cour. Le juge Funga lui passe alors la main au cours d’une cérémonie de remise et reprise organisée en date du 4 mai 2021 dans la salle d'audience de la Cour constitutionnelle.
Magistrat de carrière de son état, le juge Evariste-Prince Funga Molima Mwata qui quitte la Cour constitutionnelle en même temps que le président Dieudonné Kaluba Dibwa le 10 mai 2022, bénéficie d’une nouvelle affectation en qualité de président au Conseil d’État, en vertu de l’ordonnance d’organisation judiciaire numéro 22/117 du 30 juillet 2022.